# Anthony Collins
John Anthony Collins, född den 21 juni 1676, död den 13 december 1729, var en engelsk filosof.
Collins var nära vän till John Locke. Collins Discourse of Freethinking (1713) framförde krav på religiös tankefrihet. Sin rationalistiska teologi utvecklade han närmare i Discourse of the Grounds and Reasons of the Christian Religion (1724), där han intog en delvis deistisk ståndpunkt. Viljeproblemet behandlade han i deterministisk anda i Inquiry concerning human liberty (1715).